# Roschdy Zem
Pour les articles homonymes, voir Zem.
Roschdy Zamzem, dit Roschdy Zem (en amazigh :ⵔⵓⵛⴷ ⵣⵎ), né le 28 septembre 1965 à Gennevilliers, est un acteur, réalisateur et scénariste franco-marocain.
En 2020, Roschdy Zem reçoit le César du meilleur acteur pour le film Roubaix, une lumière.

## Biographie

### Famille et jeunesse
Roschdy Zamzem naît à Gennevilliers (Seine-et-Oise) au sein d'une famille d'origine marocaine, dans une fratrie de cinq enfants. Il déclare avoir été prénommé « Roshdy » en hommage à Rouchdi Abaza (1926-1980), charismatique acteur égyptien,. Son père est ouvrier sur des chantiers et sa mère qui l'a rejoint en France devient femme de ménage. 
Vivant dans un bidonville à Nanterre, Roschdy est placé jusqu’à ses 6 ans, par le biais du Secours catholique, dans une famille d’accueil belge, catholique et parlant le flamand,. Sa famille le récupère quand elle emménage ensuite dans une cité HLM à Drancy (Seine-Saint-Denis) où il grandit et dit avoir été heureux,.
Il déclare que, bien qu'étant un adolescent passionné de football, calme, avec des résultats corrects, il ne trouve pas de lycée dans lequel continuer en classe de première G3 « Techniques commerciales » à Drancy. Il dit s'être engagé dans l’armée, puis être devenu vendeur de chaussures pendant des années au marché aux puces de Clignancourt.
Il découvre le théâtre à 20 ans en s’inscrivant un peu par hasard au théâtre Mogador. À l'époque, il se présente à des castings pour de la figuration mais ne trouve pas d'emploi au cinéma.
Il se produit épisodiquement sur les planches, avant de décrocher en 1987 un premier rôle de figurant au cinéma dans Les Keufs de Josiane Balasko. La nécessité l'oblige cependant à reprendre son emploi de vendeur aux puces.

### Années 1990
Quatre ans plus tard, André Téchiné le fait jouer dans J'embrasse pas et le réengage pour Ma saison préférée (1993). Sa carrière est lancée après deux interprétations remarquées : un toxicomane dans N'oublie pas que tu vas mourir de Xavier Beauvois et un veilleur de nuit dans le premier film de Laetitia Masson En avoir ou pas. Dès lors, l'acteur se construit une filmographie variée, n'hésitant pas à passer du film d'auteur aux comédies populaires.

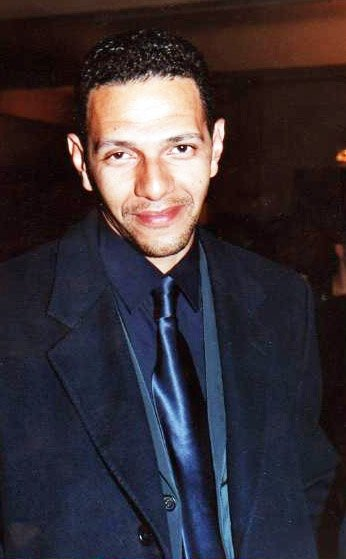
Roschdy Zem à la cérémonie des Césars (2001)

Il joue ainsi sous la direction de Patrice Chéreau dans Ceux qui m'aiment prendront le train (1998) et dans L'Autre Côté de la mer (1997), le premier film de Dominique Cabrera. En 1998, il reprend du service pour Téchiné dans Alice et Martin, retrouve Pierre Jolivet dans Ma petite entreprise (1999) pour lequel il obtient une nomination aux Césars. 

### Années 2000
Il joue un travesti prostitué dans Change-moi ma vie de Liria Bégéja (2001) et le désopilant Frère Jean dans Chouchou (2003). À l'occasion du film Va, vis et deviens (2005) de Radu Mihaileanu, il apprend l'hébreu pour coller au mieux à son personnage.
En 2005, peu avant la condamnation du réalisateur Jean-Claude Brisseau pour harcèlement sexuel, il fait partie des signataires d’une pétition de soutien à ce dernier lancée par le magazine Les Inrockuptibles. Il soutient ensuite l'une des victimes, Noémie Kocher.
En 2006, il reçoit le prix d'interprétation masculine au Festival de Cannes pour Indigènes : collectivement, avec les autres interprètes principaux du film. La même année, il sort Mauvaise Foi, son premier long métrage en tant que réalisateur d'une comédie sur un couple mixte composé d'un musulman (lui) et d'une Juive (Cécile de France). Suivront en 2008 Go Fast d'Olivier Van Hoofstadt et La Fille de Monaco d'Anne Fontaine,  pour lequel il obtient une nouvelle nomination aux Césars.

### Années 2010
En 2011, il sort son deuxième film en tant que réalisateur, Omar m’a tuer, tiré de l'affaire Omar Raddad. Son troisième, Bodybuilder, situé dans l'univers du culturisme, sort en 2014.
En 2015, il préside le jury du 37e Festival du cinéma méditerranéen de Montpellier. Son jury est composé de Marianne Denicourt, Leïla Slimani, Alice de Lencquesaing et Jacques Fieschi.
Le 3 février 2016, il réalise son quatrième long métrage, Chocolat, adapté de l'histoire du clown Chocolat. Le film atteint 2 millions d'entrées et est vendu dans près de 40 pays.
En avril 2018, il entame le tournage de son cinquième long métrage en tant que réalisateur, Persona non grata, avec Nicolas Duvauchelle et Raphaël Personnaz. Roschdy Zem totalise alors près de 90 films et séries tournés.

### Années 2020
Le 28 février 2020, il remporte le César du meilleur acteur pour son rôle du commissaire Daoud dans le film Roubaix, une lumière d'Arnaud Deplechin.
En 2021, il réalise son sixième film, Les Miens, un drame sur la famille, où il dirige sa fille Nina Zem. Il préside la 46e cérémonie des Césars, le 12 mars 2021.

## Vie privée
Il vit 15 années discrètes avec Nicole, une psychologue avec laquelle il a deux enfants, un fils Chad et une fille Nina qui suit les traces de son père,.
En 2023, Roschdy Zem est en couple avec Sarah Poniatowski. 

## Filmographie

### Cinéma
- 1987 : Les Keufs de Josiane Balasko : petit rôle
- 1991 : J'embrasse pas d'André Téchiné : Saïd
- 1991 : Le Tropique du lézard (court métrage) de Loïc Delafoulhouze :
- 1991 : Pourquoi tu paniques ? (court métrage) de Bruno Gantelet : le jeune beur
- 1992 : Sup de fric de Christian Gion : Un expert informatique
- 1993 : Ma saison préférée d'André Téchiné : Mehdi
- 1995 : En avoir (ou pas) de Laetitia Masson : Joseph
- 1996 : N'oublie pas que tu vas mourir de Xavier Beauvois : Omar
- 1996 : Le Plus Beau Métier du monde de Gérard Lauzier : Ahmed Raouch
- 1996 : Le Cœur fantôme de Philippe Garrel : Moand
- 1996 : Mémoires d'un jeune con de Patrick Aurignac : Bachir
- 1996 : La Faim (court métrage) de Siegfried : Yes
- 1996 : L'Autre Côté de la mer de Dominique Cabrera : Tarek Timzert
- 1997 : Fred de Pierre Jolivet : Nouchi
- 1997 : La Divine Poursuite de Michel Deville : Oscar
- 1997 : C'est Noël déjà ? (court métrage) de Siegfried : Yes
- 1997 : Vive la République ! d'Éric Rochant : Ahmed
- 1997 : Clubbed to Death (Lola) de Yolande Zauberman : Emir
- 1998 : Le Monde à l'envers de Rolando Colla : Nasser
- 1998 : Ceux qui m'aiment prendront le train de Patrice Chéreau: Thierry
- 1998 : À vendre de Laetitia Masson : le banquier
- 1998 : Vivre au paradis de Bourlem Guerdjou : Lakhdar
- 1998 : Louise (take 2) de Siegfried : Rémi
- 1998 : Alice et Martin d'André Téchiné : Saïd
- 1999 : Les Petits Souliers (court métrage) d'Olivier Nakache et Éric Toledano : Zoubir Galaoui
- 1999 : La Ville de Yousry Nasrallah : Roschdy
- 1999 : Ma petite entreprise de Pierre Jolivet : Sami
- 2000 : La Parenthèse enchantée de Michel Spinosa : Paul
- 2000 : Sauve-moi de Christian Vincent : Mehdi
- 2000 : Pas d'histoires (segment Le Vigneron français) de Christophe Otzenberger : Samir
- 2001 : Stand-by de Roch Stéphanik : Marco
- 2001 : Ma femme est une actrice de Yvan Attal : le compagnon de la fille
- 2001 : Betty Fisher et autres histoires de Claude Miller : Dr. Jérôme Castang
- 2001 : Little Senegal de Rachid Bouchareb : Karim
- 2001 : Change-moi ma vie de Liria Bégéja : Sami
- 2001 : L'Origine du monde de Jérôme Enrico : Sami
- 2002 : Le Raid de Djamel Bensalah : Sami
- 2002 : Merci Docteur Rey d'Andrew Litvack : le chauffeur de taxi
- 2002 : Blanche de Bernie Bonvoisin : Bonange
- 2003 : Monsieur N. d'Antoine de Caunes : Grand-Maréchal Bertrand
- 2003 : Chouchou de Merzak Allouache : Frère Jean
- 2003 : Filles uniques de Pierre Jolivet : Malek
- 2003 : Les Clefs de bagnole de Laurent Baffie : lui-même
- 2003 : Sansa de Siegfried : Sansa
- 2004 : À quoi ça sert de voter écolo ? (court métrage) d'Aure Atika : Antoine
- 2004 : Le Piège (court métrage) d'Alix Delaporte : Bruno
- 2004 : Camping à la ferme de Jean-Pierre Sinapi : Amar
- 2004 : 36 Quai des Orfèvres d'Olivier Marchal : Hugo Silien
- 2004 : Ordo de Laurence Ferreira Barbosa : Ordo Tupikos
- 2005 : Va, vis et deviens de Radu Mihaileanu : Yoram Harrari
- 2005 : Ten'ja de Hassan Legzouli : Nordine
- 2005 : Le Petit Lieutenant de Xavier Beauvois : Solo
- 2006 : La Californie de Jacques Fieschi : Mirko
- 2006 : Indigènes de Rachid Bouchareb : Messaoud Souni
- 2006 : Mauvaise Foi de Roschdy Zem : Ismaël
- 2007 : Détrompez-vous de Bruno Dega : Thomas
- 2008 : La Très Très Grande Entreprise de Pierre Jolivet : Zak
- 2008 : La Fille de Monaco d'Anne Fontaine : Christophe Abadi
- 2008 : Go Fast d'Olivier Van Hoofstadt : Marek / Slimane
- 2009 : Commis d'office de Hannelore Cayre : Antoine Lahoud
- 2009 : London River de Rachid Bouchareb : Butcher
- 2010 : Tête de turc de Pascal Elbé : Atom
- 2010 : Happy Few d'Antony Cordier : Franck
- 2010 : Hors-la-loi de Rachid Bouchareb : Messaoud
- 2010 : À bout portant de Fred Cavayé : Hugo Sartet
- 2012 : Une nuit de Philippe Lefebvre : Simon Weiss
- 2012 : Sans issue (The Cold Light of Day) de Mabrouk El Mechri : Zahir
- 2012 : Mains armées de Pierre Jolivet : Lucas Scali
- 2013 : Intersections de David Marconi : Saleh
- 2014 : Girafada de Rani Massalha : Yohav Alon
- 2014 : On a failli être amies d'Anne Le Ny : Sam
- 2014 : Bird People de Pascale Ferran : Simon
- 2014 : Bodybuilder de Roschdy Zem : Vadim
- 2015 : La Rançon de la gloire de Xavier Beauvois : Osman Bricha
- 2015 : Alaska de Claudio Cupellini : Benoit
- 2017 : Les Hommes du feu de Pierre Jolivet : Philippe
- 2017 : Le Prix du succès de Teddy Lussi-Modeste : Mourad
- 2018 : Ma fille de Naidra Ayadi : Hakim
- 2018 : Le Jeu de Fred Cavayé : Marco
- 2019 : Persona non grata de Roschdy Zem : Moïse
- 2019 : Roubaix, une lumière d'Arnaud Desplechin : le commissaire Daoud
- 2020 : La Fille au bracelet de Stéphane Demoustier : Bruno
- 2021 : Madame Claude de Sylvie Verheyde : Jo Attia
- 2022 : Enquête sur un scandale d'État de Thierry de Peretti : Hubert Antoine
- 2022 : Les Enfants des autres de Rebecca Zlotowski : Ali
- 2022 : L'Innocent de Louis Garrel : Michel
- 2022 : Reste un peu de Gad Elmaleh : lui-même
- 2022 : Les Miens de lui-même : Ryad
- 2023 : Le Principal de Chad Chenouga : Sabri
- 2023 : Wahou ! de Bruno Podalydès : le père de Swan
- 2023 : Une affaire d'honneur de Vincent Perez : Clément Lacaze
- 2023 : Vivants d'Alix Delaporte : Vincent
- 2024 : Paradis Paris de Marjane Satrapi : Jean-Paul
- 2024 : Elyas de Florent-Emilio Siri : Elyas
- 2024 : Hiver à Sokcho de Koya Kamura : Yan Kerrand
- 2025 : 13 jours, 13 nuits de Martin Bourboulon : Mohamed Bida
- 2025 : Moi qui t'aimais de Diane Kurys : Yves Montand

### Télévision
- 1994 : Les Cordier, juge et flic (épisode L'Argent des passes) d'Alain Bonnot : Bob
- 1994 : Antoine Rives, juge du terrorisme (épisode L'Affaire Kamel Benami) de Philippe Lefebvre : Akli El Ferraoui
- 1994 : Police secrets (épisode La Bavure) d'Alain Tasma : Fafa
- 1996 : Combats de femme : Mariage d'amour de Pascale Bailly : Georges
- 1996 : Les Mercredis de la vie : Mes 17 ans de Philippe Faucon : le docteur
- 1997 : L'Honneur de ma famille (téléfilm) de Rachid Bouchareb : Hamid
- 2010 : Histoires de vies : Conte de la frustration  de Didier D. Daarwin et Akhenaton : Nassim
- 2012 : Just Like a Woman (téléfilm) de Rachid Bouchareb : Mourad
- 2014-2015 : Frères d'armes (série documentaire) de Rachid Bouchareb et Pascal Blanchard : présentation de Roland Garros
- 2018 : Aux animaux la guerre d'Alain Tasma : Martel
- 2019 : Les Sauvages de Rebecca Zlotowski : Idder Chaouch
- 2022 : Notre-Dame, la part du feu d'Hervé Hadmar

### Clip de musique
- 2017 : clip de La Boxeuse amoureuse d'Arthur H, réalisé par Léonore Mercier[15]

### Documentaire
- 2018 : narrateur dans la série documentaire Histoires d'une nation
- 2024 : narrateur dans la série documentaire Jules (à propos de Jules César)

### Réalisateur et scénariste
- 2006 : Mauvaise Foi
- 2011 : Omar m'a tuer
- 2014 : Bodybuilder
- 2016 : Chocolat
- 2019 : Persona non grata
- 2022 : Les Miens

## Théâtre
- 1992 : Hall de nuit de Chantal Akerman, mise en scène Camilla Saraceni, Théâtre de la Bastille (Paris)
- 2002 : Le Conte d'hiver de William Shakespeare, mise en scène Pierre Pradinas, Théâtre Firmin-Gémier - La Piscine a Chatenay-Malabry et Théâtre de l'Union puis en 2003 au Théâtre de la Tempête
- 2020 : Trahisons de Harold Pinter, mise en scène Michel Fau, théâtre de la Madeleine
- 2023 : Une journée particulière d'Ettore Scola, mise en scène de Lilo Baur, théâtre de l'Atelier

## Distinctions

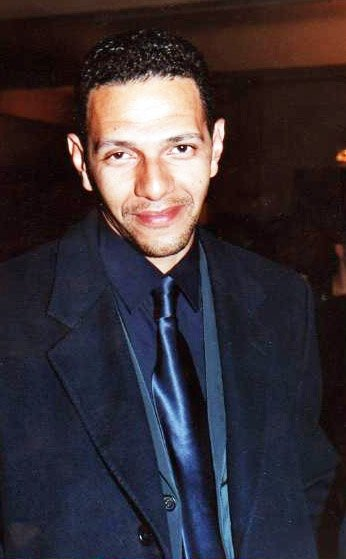
Roschdy Zem à la cérémonie des César du cinéma 2001.

### Récompenses
- Festival de Cannes 2006 : prix d'interprétation masculine avec Jamel Debbouze, Samy Naceri, Sami Bouajila et Bernard Blancan dans Indigènes
- Festival du premier film francophone de La Ciotat 2006 : Prix d'interprétation dans La Californie
- Festival international des jeunes réalisateurs de Saint-Jean-de-Luz 2006 : prix du meilleur réalisateur pour Mauvaise Foi
- Prix Raimu de la comédie 2007 : meilleure mise en scène pour Mauvaise Foi
- Étoiles d'or 2007 : Étoile d'or du premier film pour Mauvaise Foi
- Festival international des jeunes réalisateurs de Saint-Jean-de-Luz 2010 : prix du meilleur acteur pour À bout portant
- Globes de Cristal 2017 : prix du meilleur film pour Chocolat
- Série Mania 2018 : Prix d’interprétation masculine pour la série Aux animaux la guerre de Alain Tasma
- Lumières de la presse internationale 2020 : Meilleur acteur pour Roubaix, une lumière
- Cérémonie des Lauriers de l'Audiovisuel : Laurier d'interprétation masculine pour Les Sauvages[16].
- César 2020 : Meilleur acteur pour Roubaix, une lumière[17]

### Nominations
- César du cinéma :
  - César 2000 : Meilleur acteur dans un second rôle pour Ma petite entreprise
  - César 2006 : Meilleur acteur dans un second rôle pour Le Petit Lieutenant
  - César 2007 : Meilleur premier film pour Mauvaise Foi
  - César 2009 : Meilleur acteur dans un second rôle pour La Fille de Monaco
  - César 2012 : Meilleure adaptation pour Omar m'a tuer
  - César 2023 : Meilleur acteur dans un second rôle pour L'Innocent
- 2 nominations aux Globes de Cristal
- Molières 2024 : Molière du comédien dans un spectacle de théâtre public pour Une journée particulière

### Décorations
- Chevalier de l'ordre national du Mérite
- Le 22 août 2016, il est décoré commandeur de l'ordre du mérite national par le roi Mohammed VI[18].